# E76号線
E76号線 (E76ごうせん、英: European route E76) は、欧州自動車道路のAクラス幹線道路。全線がイタリアにあり、ピサ – フィレンツェを結ぶ。

## 経路

### 経過する主要都市
- イタリア
  - A11 : ピサ(E35) - ルッカ - カパンノリ - ピストイア - プラート - セスト・フィオレンティーノ - フィレンツェ(E80)